# Landsmannschaft (Studentenverbindung)

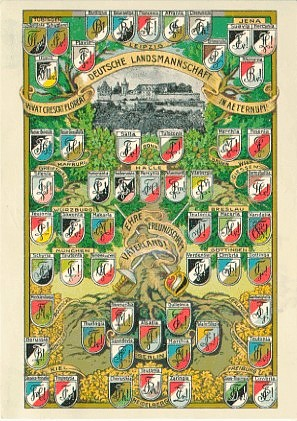
Couleurkarte der Deutschen Landsmannschaft

Als Studentenverbindungen entstanden die heutigen Landsmannschaften im 19. Jahrhundert. Die meisten sind Mitglied des Coburger Conventes (CC).

## Allgemeines
Landsmannschaften sind in heutiger Zeit oft unpolitisch und haben kein landsmannschaftliches Prinzip mehr, da sie Studenten aus aller Welt aufnehmen und so ihre Traditionen weitertragen. Es gilt das Toleranzprinzip sowie das Tragen von Couleur. Während für Mitglieder von Landsmannschaften im CC das Fechten mindestens zweier Mensuren Pflicht ist, sind Landsmannschaften in anderen Verbänden oder verbandsunabhängige oft fakultativ schlagend oder nichtschlagend.
Eine Besonderheit stellen auch die Katholisch-Österreichischen Landsmannschaften (KÖL) dar, die nichtschlagend und konfessionell gebunden sind. Diese sind im Wesentlichen im Akademischen Bund Katholisch-Österreichischer Landsmannschaften organisiert.

## Geschichte
Während die landsmannschaftlichen Zusammenschlüsse ab dem 15. Jahrhundert reine Zweckverbände mit Zwangsmitgliedschaft waren, bildeten sich zum Ende des 18. Jahrhunderts neue Gemeinschaften heraus, die sich zwar auch Landsmannschaften nannten, aber nach neuen Form suchten und durch die Studentenorden, die sie bekämpften, maßgebend beeinflusst wurden.
Bereits kurz nach der Gründung der Georg-August-Universität 1737 waren die ersten Landsmannschaften entstanden. Bekannt sind die Braunschweiger, Bremenser, Frankfurter, Hamburger, Hannoveraner, Holsteiner, Ilfelder, Kurländer, Livländer, Mecklenburger, Mosellaner, Pommern, Rheinländer und Westfalen. Infolge der ständigen Bekämpfung der Universitätsbehörden mussten sie sich wiederholt auflösen. 1789 lösten sich die Westfalen als letzte Landsmannschaft auf. Die 1810 und 1811 gestifteten Landsmannschaften Hessen und Pommern mussten sich 1812 auflösen und dem Prorektor schwören (7. März 1812), keine neuen Landsmannschaften zu gründen. Zur Umgehung dieses Verbots machten sie noch im gleichen Jahr unter der für die französischen Besatzungsbehörden neutral klingende Bezeichnung Corps wieder auf. Somit verschwanden die Landsmannschaften zunächst aus Göttingen. Die älteren Landsmannschaften sind somit die Vorläufer der Corps.
Erst ab 1837 entstanden die neuen Landsmannschaften, in Göttingen auch Festlandsmannschaften genannt. Verbindungen wurden wieder als Landsmannschaft gegründet, jedoch dem Zeitgeist entsprechend angepasst. Sie übernahmen das von den Orden entwickelte Lebensbundprinzip. Im Sommer 1840 wurde der erste örtliche Landsmannschafter Convent in Göttingen gegründet. 
Der neue Name Landsmannschaft bedeutete jedoch nicht die Wiederaufnahme des Regionalprinzips, er wies nur auf die Herkunft der ersten Mitglieder hin. Der maßgebliche Unterschied zu den Corps lag in den Grundsätze dieser neuen Landsmannschaften, die sie unabhängig voneinander an den einzelnen Universitäten aufstellten nach
- der Gleichberechtigung aller honorigen Studenten und Studentenverbindungen
- der Aufhebung aller Verrufe sowie
- die Einsetzung allgemeinverbindlicher Ehrengerichte.[1][2]

### Progress

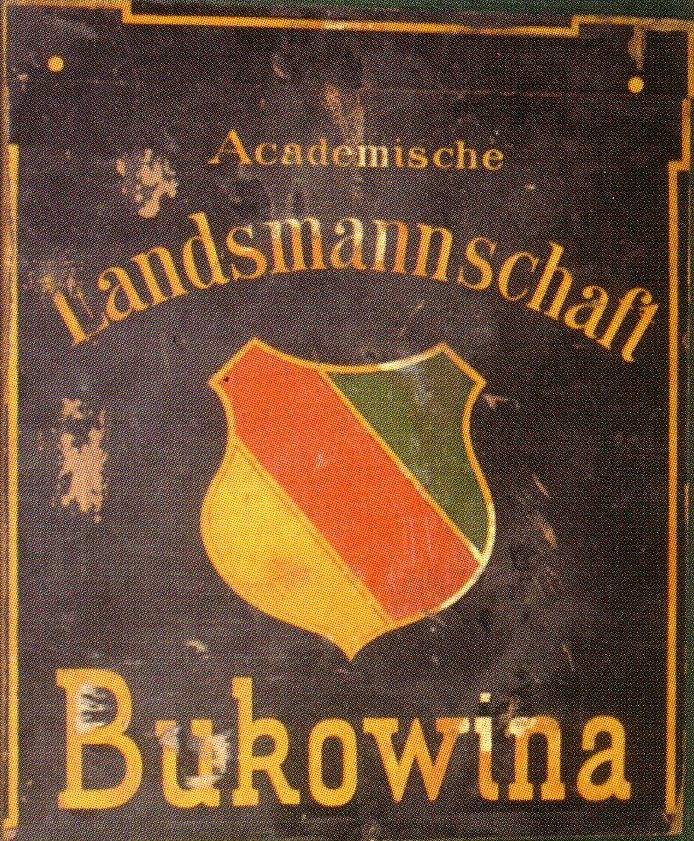
Landsmannschaft der Bukowiner (Wien)

Im Zuge des Progress (Studentenbewegung) im Vormärz gründeten sich auch Progressverbindungen. Wenngleich der Progress grundsätzlich die Aufhebung der Verbindungen forderte, so gab es häufig progressistische Kränzchen, es gab aber auch eine landsmannschaftliche Progressverbindung, die Landsmannschaft Hildeso-Cellensia Göttingen. Grundsätzlich nahmen die Landsmannschaften die Position der Mittelgruppe zwischen Progress beziehungsweise Progressverbindungen auf der einen und den Corps auf der anderen Seite ein. In Österreich bedeutete progressistisch das Verwerfen der Mensur.
Das ursprüngliche Ziel war, die damals sehr spezifischen studentischen Sitten und Gebräuche aufzugeben und sich den allgemeinen bürgerlichen Gepflogenheiten im Alltag anzupassen. Das Überlegenheitsgefühl der Studenten gegenüber den Bürgern (auch Philister genannt) galt als antiquiert. So erklärt sich auch die Parallelität zu den damals von Bürgern erstmals gegründeten Turnvereinen und Gesangsvereinen.
Diese Bewegung ebbte wieder ab und die alten Traditionen wie die Satisfaktion sowie das Farbentragen wurden wieder aufgenommen. Nur die Bestimmungsmensur wurde nach wie vor abgelehnt und ausschließlich von den Corps vertreten.

### Aufkommen von Landsmannschafterverbänden
Bei den Landsmannschaften bildeten sich ab den 1860er Jahren zwei Strömungen heraus: zum einen die Landsmannschaften an den Technischen Hochschulen, zum anderen an den Universitäten. Im Folgenden sind die Verbände kurz tabellarisch aufgeführt.
Der erste Landsmannschafter Verband ist von vier Landsmannschaften an den Technischen Hochschulen in Karlsruhe und Hannover gegründete Wetzlarer Allgemeiner Landsmannschaften-Senioren-Convent (28. Juni 1867). Es folgten weitere polytechnisch-landsmannschaftliche Verbände.
| Gründung        | Verband                                                                           | Ort       |
| --------------- | --------------------------------------------------------------------------------- | --------- |
| 28. Juni 1867   | Wetzlarer Allgemeiner Landsmannschaften-Senioren-Convent (Wetzlarer ALSC)         | Wetzlar   |
| 1895            | Auerbacher Landsmannschafts-Senioren-Convent (Auerbacher LSC)                     | Auerbach  |
| 6. Februar 1904 | Vereinigung von Landsmannschaften Deutscher Hochschulen (VLDH)                    | Darmstadt |
| 1907            | Umbenennung: Allgemeiner Landsmannschafter Convent auf der Marksburg (ALC a. d.M) | Marksburg |

Der erste „Universitätslandsmannschafterverband“, der Allgemeine Landsmannschafter-Convent wurde am 1. März 1868 von fünf Landsmannschaften in Kassel gegründet. Dieser geht auf die Initiative der Teutonia Bonn im Jahre 1856 zurück. Es kam zu einer Vielzahl von weiteren teilweise parallel bestehenden Verbänden bis schließlich die Deutsche Landsmannschaft gegründet wurde. 1919 wurden schließlich die beiden Strömungen von Universitätslandsmannschaften und polytechnischen Landsmannschaften vereint.
| Gründung       | Verband                                          | Ort      |
| -------------- | ------------------------------------------------ | -------- |
| 1. März 1868   | Allgemeinen Landsmannschafter-Convents (LC)      | Kassel   |
| 1. Juni 1872   | Coburger Landsmannschafter Convent (Coburger LC) | Coburg   |
| 7. Januar 1882 | Coburger Landsmannschafter Convent (Coburger LC) | Würzburg |
| 1882           | Goslarer Chargierten-Convent (GCC)               | Goslar   |
| 1898           | Arnstädter Landsmannschafter Convent (ALC)       | Arnstadt |
| 1908           | Deutsche Landsmannschaft (DL)                    | Coburg   |

Hinzu kamen in den 1920er Jahren ehemalige Reformburschenschaften aus dem Allgemeinen Deutschen Burschenbund (ADB) die entweder in die DL oder den Vertreter-Convent (4. August 1872 in Berlin gegründet) eintraten.
Nachdem in der Zeit des Nationalsozialismus alle Verbände aufgelöst worden waren, kam es im Jahre 1951 zum Zusammenschluss der Landsmannschaften mit den pflichtschlagenden Turnerschaften zum Coburger Convent.
Am 16. November 1954 folgte die Aufnahme der Landsmannschaften aus dem Österreichischen Landsmannschafter- und Turnerschafter-Convent (ÖLTC), während dieser fortbesteht.
Der Coburger Convent ist freundschaftlich verbunden mit der Deutschen Sängerschaft, die auch in dieser Zeit ihre Wurzeln hat.

### Katholisch-Österreichische Landsmannschaften
Nach dem Ersten Weltkrieg schlossen sich in Österreich katholische Akademiker (vereinzelt auch Gymnasiasten) zu Studentenverbindungen zusammen, die als das „fünfte“ Prinzip eine besondere Verbundenheit mit dem Haus Habsburg pflegten und pflegen. Sie positionierten sich in Österreich in starkem Gegensatz zu deutschnational gesinnten Korporationen (etwa Burschenschaften) und waren bzw. sind daher trotz des Namensbestandteils „Landsmannschaft“ im Gegensatz zu den (deutschen) Landsmannschaften etwa des CC überwiegend nichtschlagend. Ihre Tradition besteht im Wesentlichen im Akademischen Bund Katholisch-Österreichischer Landsmannschaften (KÖL) fort. Bekannte Landsmannschaften sind die Maximiliana Wien, Starhemberg Wien, Ferdinandea Graz oder Josephina Wien. Auf Gymnasialebene bestehen unter anderem die KÖML Tegetthoff zu Wien im MKV, die KÖML Leopoldina zu Graz, außerhalb des MKV das Corps CÖML Maximilian II in Wien sowie im SCPL die ÖML Ottonia zu Linz, das landsmannschaftliche Corps Victoria zu Wien oder die KÖML Staufia zu Graz.